# El Molinot (Riudaura)
El Molinot o Molí d'en Bagó és un petit molí d'origen medieval de Riudaura (Garrotxa), protegit com a bé cultural d'interès local.

## Descripció
És un edifici aïllat de planta gairebé quadrada, de dues alçades, de parets de pedra arrebossats i teulada a dues vessants. Conserva un molí de pedra de roda vertical i una bassa, que actualment està colgada.